# Storm Shadow

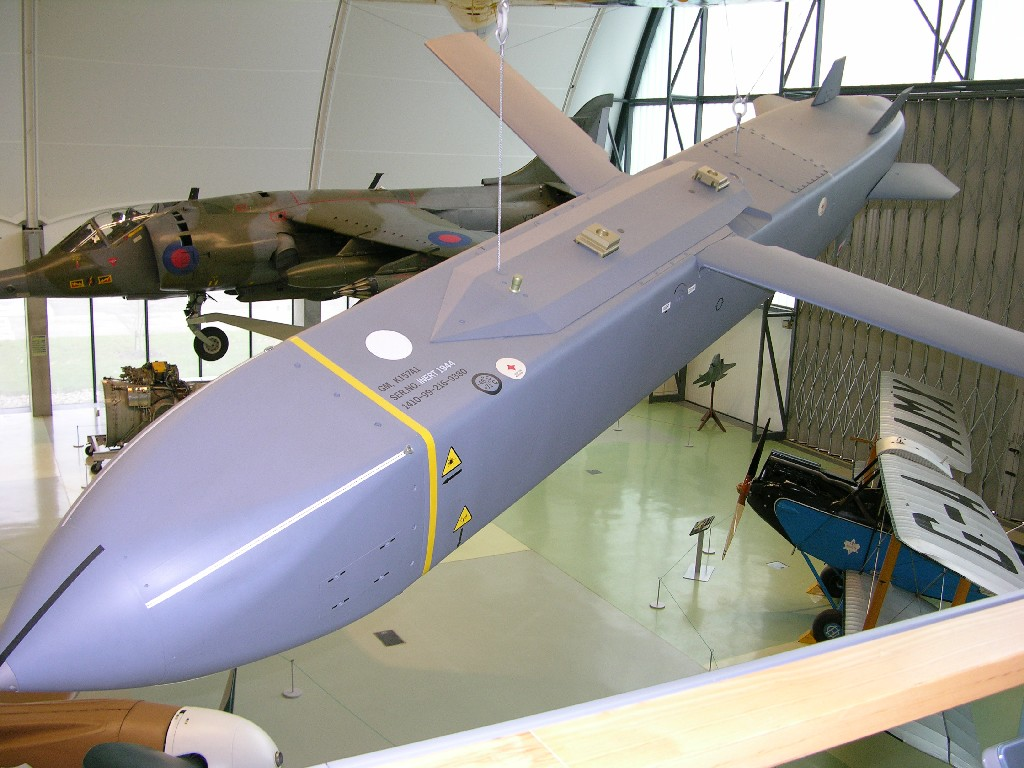
Een Storm Shadow in het Royal Air Force Museum London

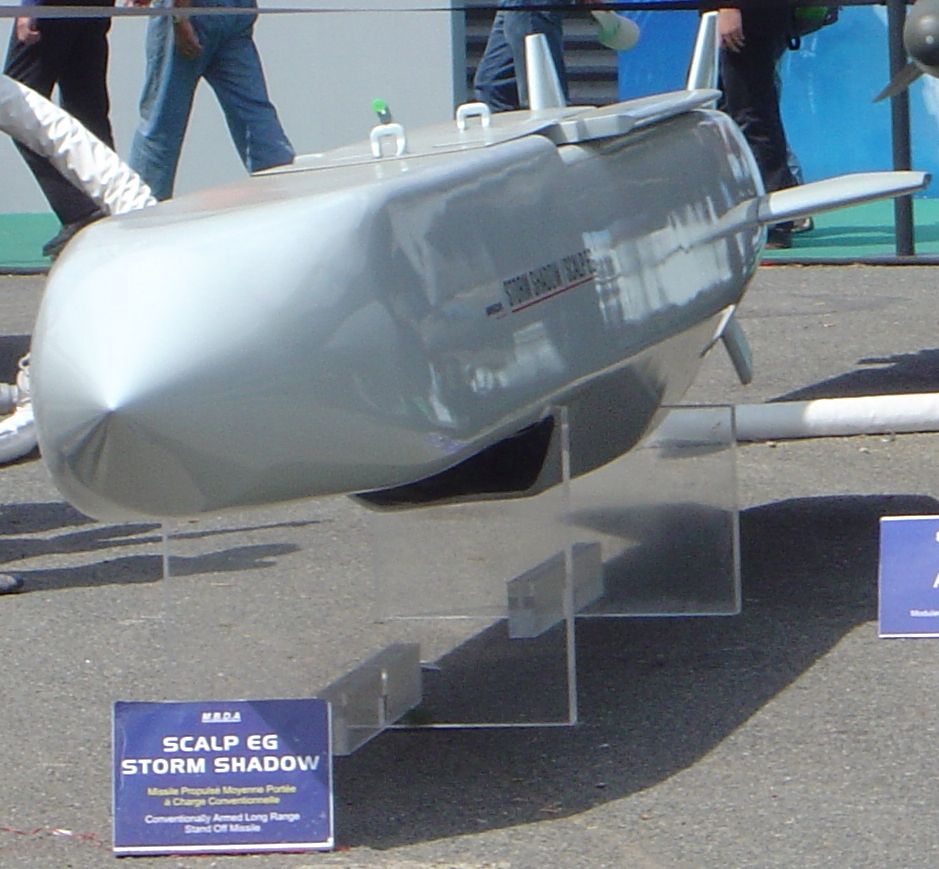
Storm Shadow

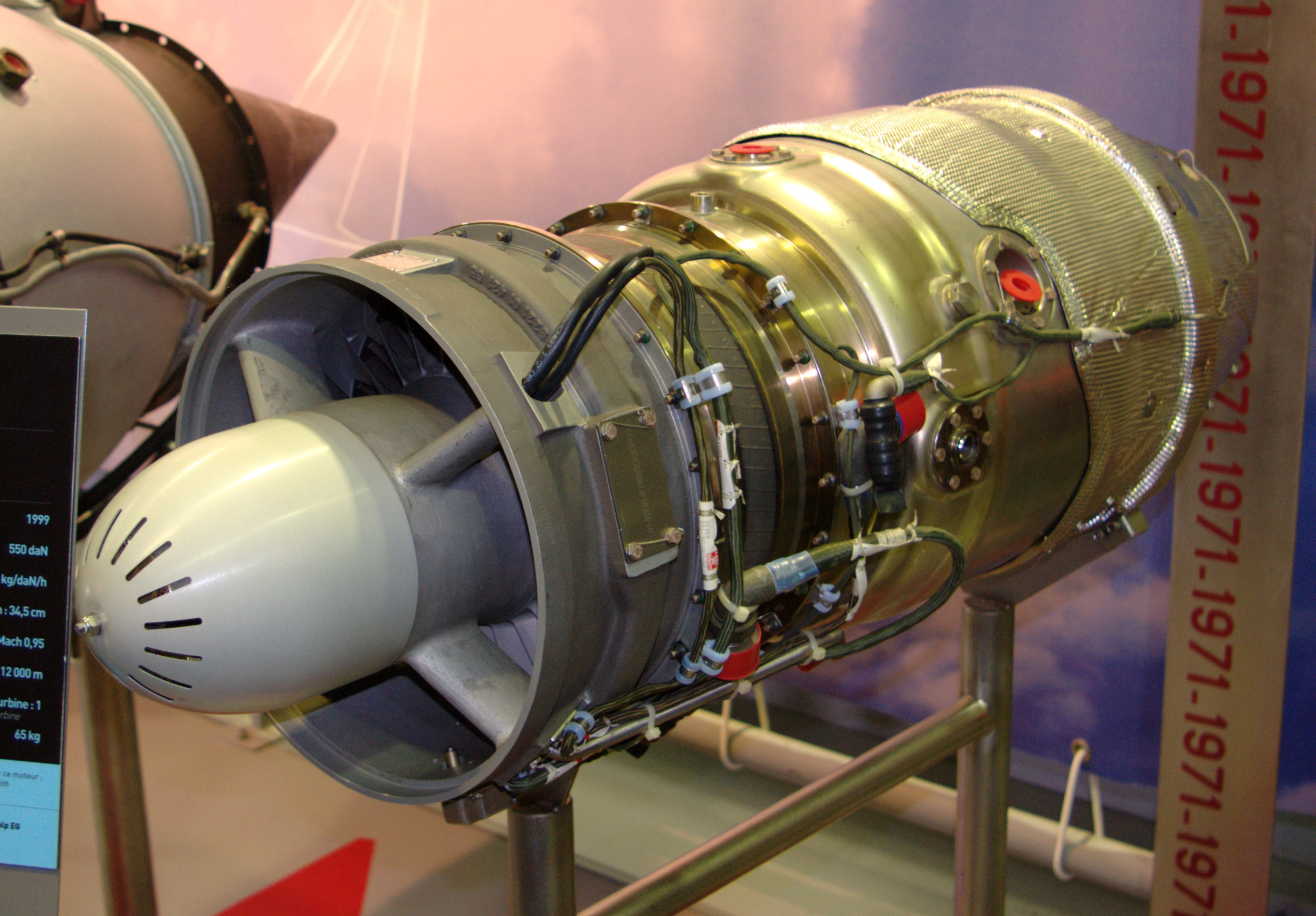
Een Microturbo TRI 60 turbojet die de Storm Shadow voortstuwt in het Musée aéronautique et spatial Safran.

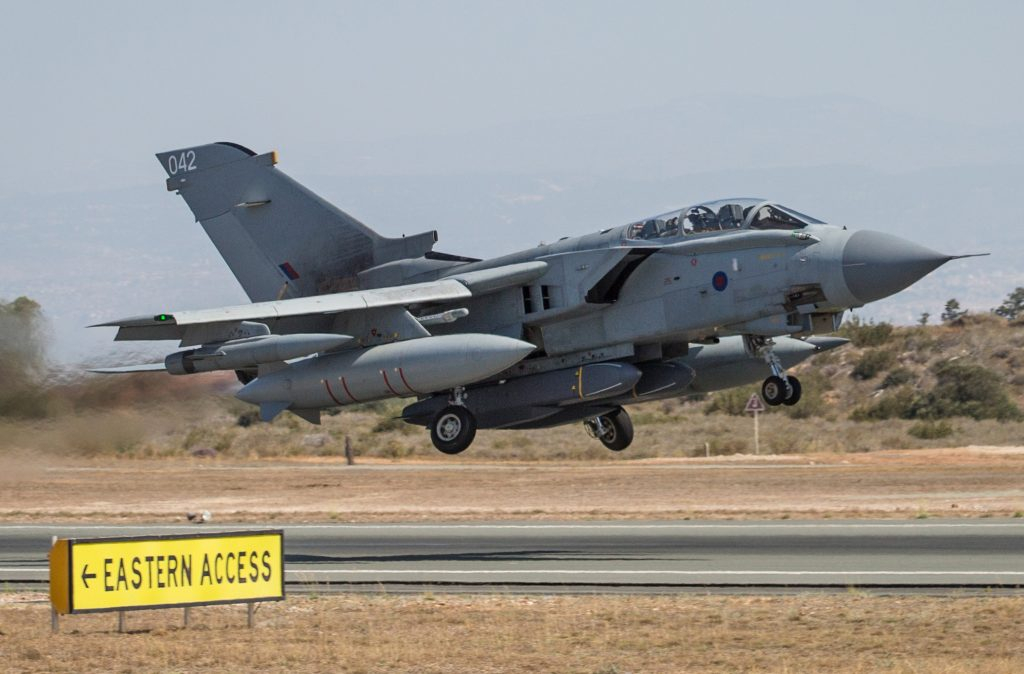
Een Panavia Tornado van de Royal Air Force met twee Storm Shadow onder zijn vleugels stijgt op van RAF Akrotiri in Cyprus tijdens Operatie Shader in januari 2019

De Storm Shadow is een Brits kruisvluchtwapen met 250 km bereik en is ontworpen voor lancering vanonder een Panavia Tornado of een Eurofighter Typhoon.
De Franse versie heet SCALP-EG voluit Système de Croisière Autonome à Longue Portée – Emploi Général (Autonoom kruisvluchtwapen voor lange afstand - algemeen gebruik) en is ontworpen voor lancering vanonder een Dassault Mirage 2000 of een Dassault Rafale.
Er zijn kleine technische verschillen in de aansluitingen.. Zo past de Britse versie Storm Shadow niet zonder meer onder een Franse Dassault Rafale en past een Franse SCALP-EG niet zonder meer onder een Eurofighter Typhoon.
Vanwege de massa en afmetingen van het kruisvluchtwapen is niet elk vliegtuig geschikt. Zo is een Saab JAS 39 Gripen geschikt, maar een F-35 Lightning II niet.
Oekraïne is erin geslaagd een Soechoj Soe-24 aan te passen met pylons van een Panavia Tornado.
Het werd vanaf 1994 ontwikkeld door Matra en British Aerospace op basis van het MDBA Apache kruisvluchtwapen tegen startbanen van vliegvelden en wordt gebouwd door MBDA.
In 2023 is het kruisvluchtwapen geleverd aan Oekraïne en ingezet tegen Russische oorlogsschepen. Sinds november 2024 mag Oekraïne ze van het Verenigd Koninkrijk, Frankrijk en de Verenigde Staten ook inzetten tegen doelwitten op Russisch grondgebied. De toestemming van de Verenigde Staten was ook nodig omdat zij eigenaar zijn van de technologie voor TERrain COntour Matching TERCOM.

## Eigenschappen
Het kruisvluchtwapen is 5,1 m lang, heeft een massa van 1300 kg en draagt een explosief BROACH (Bomb Royal Ordnance Augmented Charge) van 450 kg met een vertraagde ontsteking. De diameter is 480 mm, en de spanwijdte 3 m.
Het haalt een snelheid van Mach 0,8 met een Microturbo TRI 60 turbojet en heeft een bereik van 250 km.
Het doel en zijn eigenschappen worden vooraf geprogrammeerd met behulp van DSMAC (Digital Scene Matching Area Correlator). Eens gelanceerd kan niets meer veranderen fire and forget, maar er wordt gewerkt aan een datalink.
Het kruisvluchtwapen scheert laag onder de radar naar zijn doelwit met GPS en terrain contour matching TERCOM. Nabij het doelwit werpt het de neuskegel af, klimt het voor meer impact en beter zicht met een thermografische camera en duikt dan naar het doelwit met een infrarood doelzoeker.

## Tests
De eerste test gebeurde eind december 2000 te CEL Biscarrosse vanonder een Mirage 2000.
Op 27 november 2013 gebeurde de eerste test vanonder een Eurofighter Typhoon vanaf luchtmachtbasis Decimomannu door Alenia Aermacchi.
In juli 2016 kende het ministerie van defensie van het Verenigd Koninkrijk een contract van 28 miljoen pond sterling toe over 5 jaar.

## Inzet

### Irak 2003
617e Squadron RAF Panavia Tornados zetten voor het eerst Storm Shadow in tijdens de invasie van Irak in 2003.

### Libië 2011
Tijdens afdwingen van de Libische no-flyzone gebruikten Dassault Rafales van de Franse luchtmacht SCALP EG tegen luchtmachtbasis Al Jufrah en een bunker in Sirte met troepen van Moammar al-Qadhafi. In december 2011 hadden Italiaanse Tornado IDS rond 25 Storm Shadow gelanceerd in Libië.

### Syrië 2015
Tussen 15 december 2015 en 2 januari 2016 hadden Franse gevechtsvliegtuigen 12 SCALP gelanceerd tegen Islamitische Staat (in Irak en de Levant) in Syrië.

### Irak 2016
Op 26 juni 2016 lanceerden twee Panavia Tornado van de Royal Air Force vier Storm Shadow tegen bunkers van Islamitische Staat (in Irak en de Levant) in Irak.

### Jemen 2016
In oktober 2016 lanceerde Saoedi Arabië door het Verenigd Koninkrijk geleverde Storm Shadow in de Jemenitische Burgeroorlog (2015).

### Syrië 2018
In april 2018 lanceerden Panavia Tornado Storm Shadows naar een fabriek van chemische wapens in Syrië.
Volgens Luitenant-generaal Kenneth Mckenzie van het United States Marine Corps werd de opslag van chemische wapens te Him Shanshar bij Homs in Syrië vernietigd met 9 Amerikaanse Tomahawk, 8 Britse Storm Shadows, 3 Franse MdCN en 2 Franse SCALP EG.

### Irak 2021
Op 11 maart 2021 lanceerden twee Eurofighter Typhoon van de Royal Air Force vanaf RAF Akrotiri op Cyprus Storm Shadows naar strijders van Islamitische Staat (in Irak en de Levant) in grotten ten zuidwesten van Erbil in Noord-Irak.

### Oekraïne 2023
Op 11 mei 2023 gaf het Verenigd Koninkrijk Storm Shadows aan Oekraïne. Kort daarop kondigde ook Frankrijk levering van SCALP EG aan.
Op 13 mei 2023 zei Rusland dat Oekraïne Storm Shadow had ingezet tegen fabrieken in Loehansk. Volgens Izvestia werden ze gelanceerd vanonder een aangepaste Soechoj Soe-24, begeleid door Mikojan-Goerevitsj MiG-29 en Soechoj Soe-27 gevechtsvliegtuigen met AGM-88 HARM antiradarraketten en met onbemande luchtvaartuigen en ADM-160 MALD als afleiding van luchtafweer.
Op 12 juni 2023 doodde een Storm Shadow generaal-majoor Sergej Gorjatsjev, stafchef van het 35e gecombineerd leger in Oblast Zaporizja.
Op 22 juni 2023 vernielde een Storm Shadow de brug over de Tsjonharstraat tussen de Krim en Oblast Cherson.
Op 9 juli 2023 stortte een vrijwel intacte Storm Shadow neer in Oblast Zaporizja. Volgens TASS had Russische luchtafweer het neergehaald en borgen ze de wrakstukken om ze te bestuderen en tegenmaatregelen te ontwikkelen.
Op 29 juli 2023 trof een Storm Shadow de brug over Tsjonharstraat
Op 13 september 2023 troffen Storm Shadow de haven van Sebastopol. Hierbij beschadigden ze de Russische onderzeeboot B-237 en het landingschip Minsk.
Op 22 september 2023 troffen 3 Storm Shadow het hoofdkwartier van de Zwarte Zeevloot in Sebastopol. 34 officieren werden gedood, waaronder de commandant Viktor Sokolov van de Zwarte Zeevloot en 100 raakten gewond.
Op 26 december 2023 raakten 2 Storm Shadow de bezette haven Feodosija en vernietigde het Russisch landingschip Novotsjerkassk.

### Rusland 2024
Op 28 mei 2024 zei de Franse president Emmanuel Macron dat hij Oekraïne toelating gegeven had om doelen in Rusland aan te vallen. In juli 2024 gaf de Britse premier Keir Starmer toelating om Storm Shadow tegen doelen in Rusland in te zetten. Op 25 september 2024 waarschuwde de Russische president Vladimir Poetin dat hij nucleaire vergelding overwoog als kernmachten zoals Frankrijk en het Verenigd Koninkrijk wapens leveren om Rusland op Russisch grondgebied aan te vallen.
Op 20 november 2024 heeft Oekraïne voor het eerst Storm Shadow gebruikt tegen een commandopost bij Koersk op Russisch grondgebied. Daarbij kwamen luitenant-generaal Valery Solodtsjoek en 17 andere Russische officieren om met 500 soldaten van Noord-Korea.

### Jammu en Kasjmir 2025
Op 7 mei 2025 viel de Indiase luchtmacht met Dassault Rafale vliegtuigen met SCALP EG een vergeldingsaanval uit tegen negen doelwitten van de groeperingen Jaish-e-Mohammed en Lashkar-e-Taiba in Azad Kasjmir en Punjab (Pakistan), wat escaleerde tot het Indiaas-Pakistaans conflict van 2025.